# Bigelow Expandable Activity Module
Das Bigelow Expandable Activity Module (BEAM) ist ein aufblasbares Raumstationmodul von Bigelow Aerospace, das im Auftrag der NASA seit April 2016 an der Internationalen Raumstation (ISS) angekoppelt ist und zumindest noch bis 2028 dort verbleiben soll. Bigelow Aerospace plante, ein zweites BEAM-Modul zu bauen, das als Luftschleuse für die Bigelow Commercial Space Station dienen sollte.
Im Dezember 2021 lief der Vertrag mit Bigelow Aerospace aus. Die NASA beauftragte ATA Engineering im Januar 2022 mit der Wartung des Moduls.

## Abmessungen
Im verpackten Zustand hatte BEAM eine Länge von 2,16 m und 2,36 m Durchmesser, woraus sich ein Volumen von etwa 3,6 m³ ergibt. Seit der Entfaltung hat es eine Länge von 4,01 m und 3,23 m Durchmesser. Damit stieg das Volumen auf das 4,5-fache, also 16 m3. BEAM hat eine Masse von 1360 kg. Im Inneren des Moduls sind acht Presslufttanks sowie Sensoren installiert. Unter anderem sollen diese die Strahlung messen, die auf einen darin befindlichen Menschen einwirken könnte.

## Mission

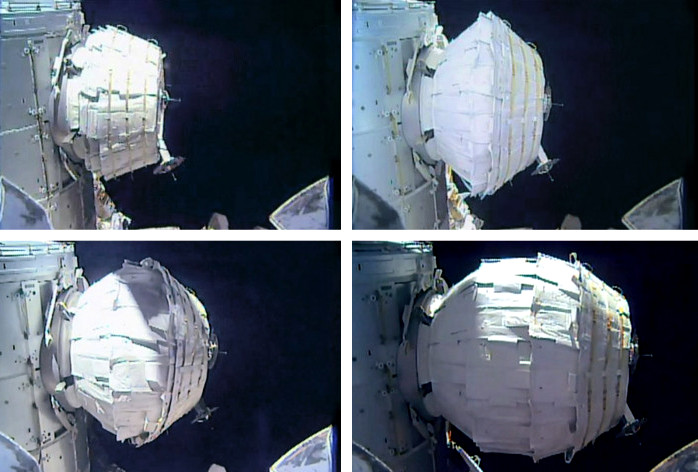
Aufblasevorgang des Moduls

Das Modul wurde am 8. April 2016 um 20:43:31 Uhr (UTC) mit der Mission CRS-8 im drucklosen Teil des Dragon-Raumfrachters zur ISS gestartet, nachdem der zunächst für August 2015 geplante Start wegen des Absturzes von CRS-7 mehrfach verschoben worden war. Es wurde am 16. April 2016 mit dem Greifarm zum hinteren Ende des Tranquility-Moduls transportiert und um 09:36 Uhr (UTC) dort angedockt.

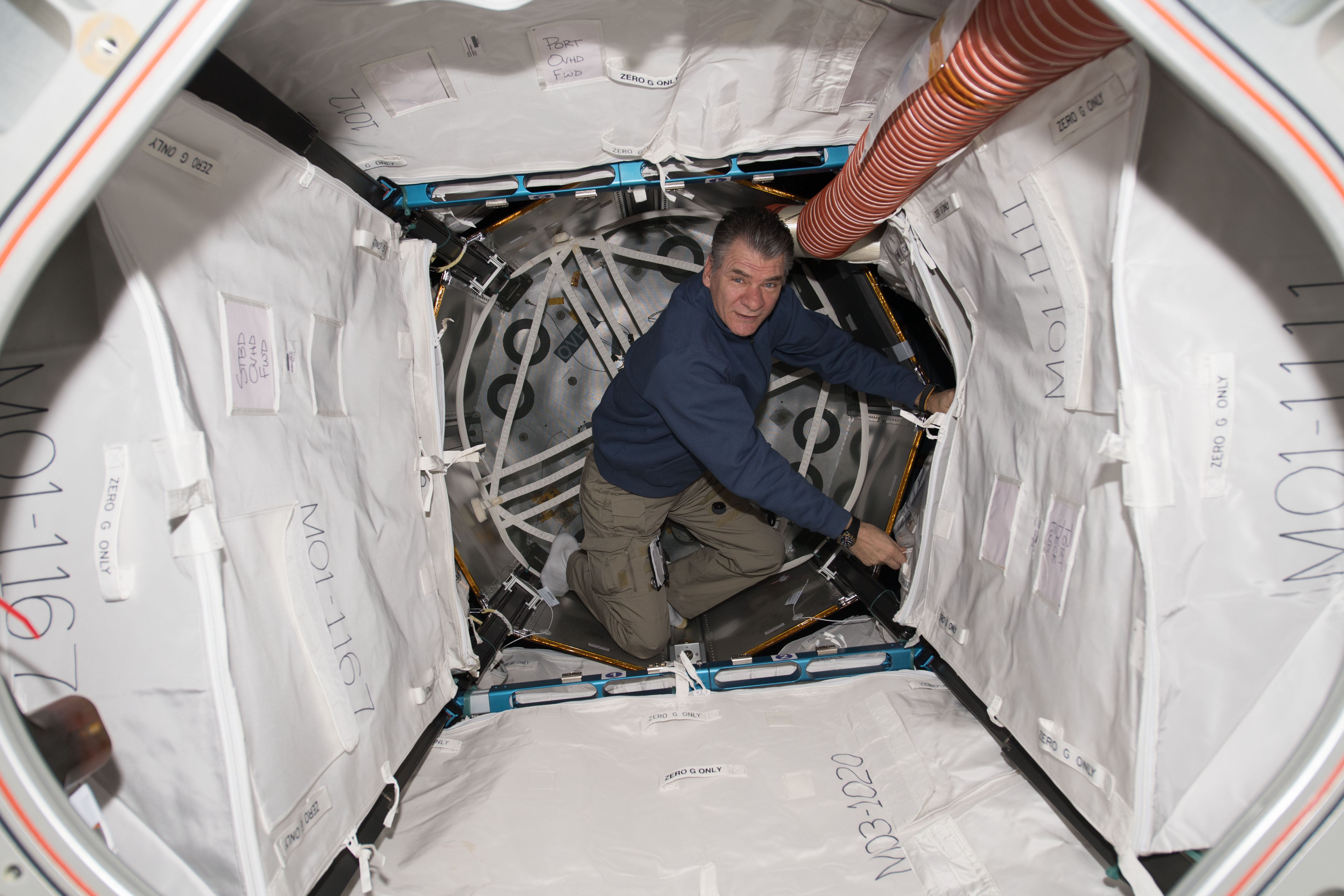
Paolo Nespoli im BEAM

Am 28. Mai 2016 wurde, nach einem Fehlversuch am Vortag, erneut damit begonnen das Modul aufzublasen. Der gesamte Vorgang dauerte etwa sieben Stunden, in denen von dem amerikanischen Astronaut Jeffrey Williams die Ventile der acht eingebauten Lufttanks für kurze Luftstöße geöffnet wurden. Dazwischen wurde dem Modul Zeit gegeben, sich auszubreiten, um eine Beschädigung zu vermeiden. Insgesamt öffnete Williams die Ventile 25-mal für eine Gesamtzeit von 2 Minuten und 27 Sekunden. Das Modul erreichte um 20:10 Uhr UTC seine volle Größe. Etwa zehn Minuten später wurde der Druck in dem Modul weiter erhöht und dem der Station angeglichen.
In den nachfolgenden Wochen wurde das Modul auf Lecks geprüft und seine strukturelle Stabilität kontrolliert. Am 6. Juni 2016 betrat Jeff Williams gemeinsam mit seinem russischen Kollegen Oleg Skripotschka BEAM zum ersten Mal, um Luftproben zu nehmen und Daten von Sensoren zu sammeln. Aus Sicherheitsgründen blieb die Verbindungsluke zur restlichen Raumstation die meiste Zeit geschlossen. Sie wurde nur geöffnet, wenn die Astronauten Tests in dem Modul durchführten.
BEAM wurde etwa zwei Jahre lang auf der ISS getestet, wobei unter anderem geklärt werden sollte, ob Menschen darin ausreichend gegen die Strahlung und die extremen Temperaturschwankungen im All sowie gegen herumfliegenden Weltraumschrott geschützt würden. Ursprünglich war geplant, das Modul anschließend abzukoppeln und in der Erdatmosphäre verglühen zu lassen. Nach dem ersten erfolgreichen Testjahr ohne Druckverlust fiel jedoch die Entscheidung, es zumindest bis 2020 weiter an der ISS zu belassen. Außerdem wurden Halterungen eingebaut, um den Raum als Lager nutzen zu können. 2019 verlängerte die NASA den Vertrag mit Bigelow bis 2022 und zertifizierte das Modul – inzwischen als Lagerraum ein wichtiger Teil der ISS – für einen möglichen Einsatz bis 2028. Am 21. Januar 2022 trat Bigelow Aerospace, wie 2017 vereinbart, die Rechte am BEAM an die NASA ab. Diese beauftragte für 250.000 US$ einen ehemaligen Subkontraktor von Bigelow (ATA Engineering) mit der zukünftigen Wartung („Engineering support services“).